# 螺钉旋具

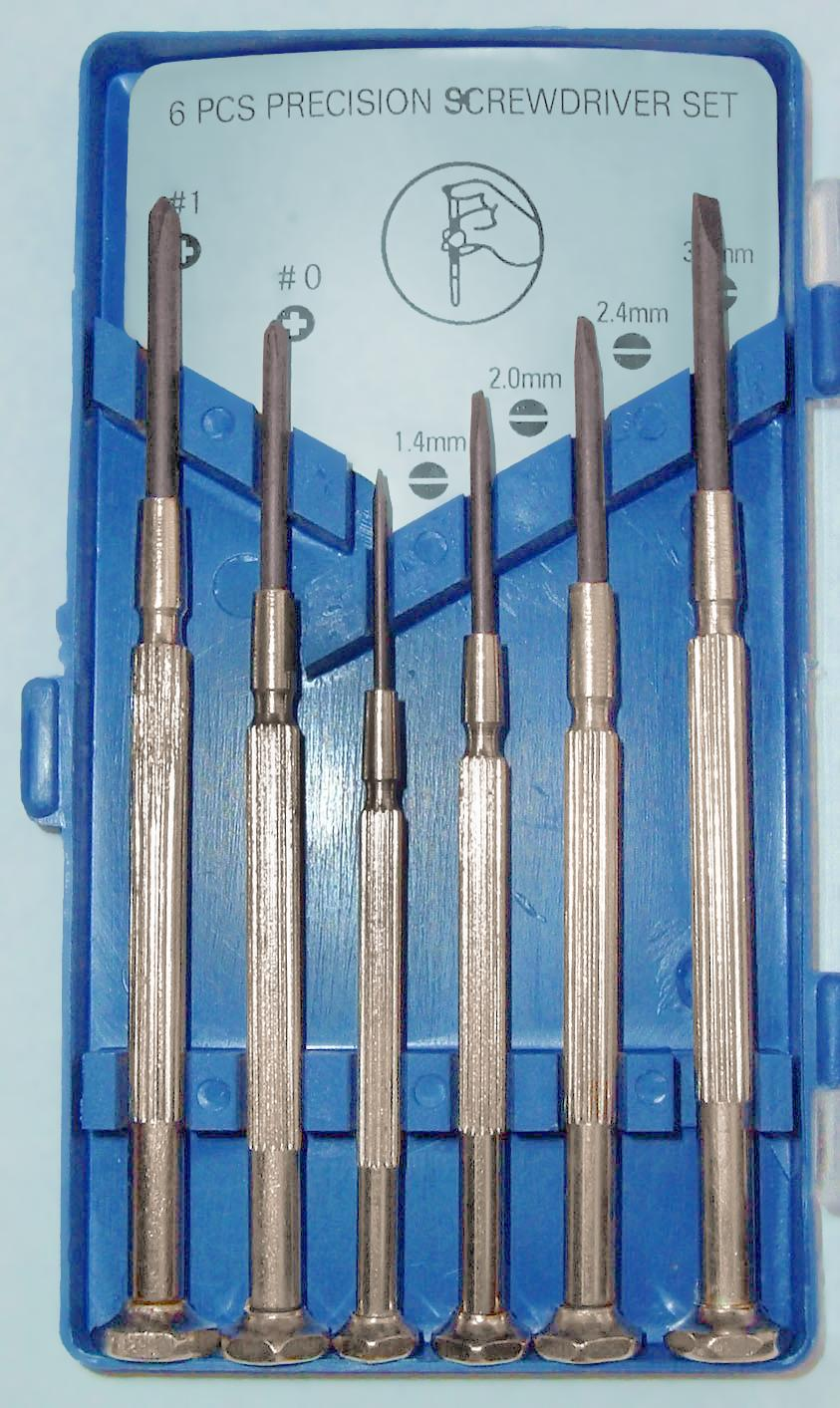
珠寶商用的螺絲起子

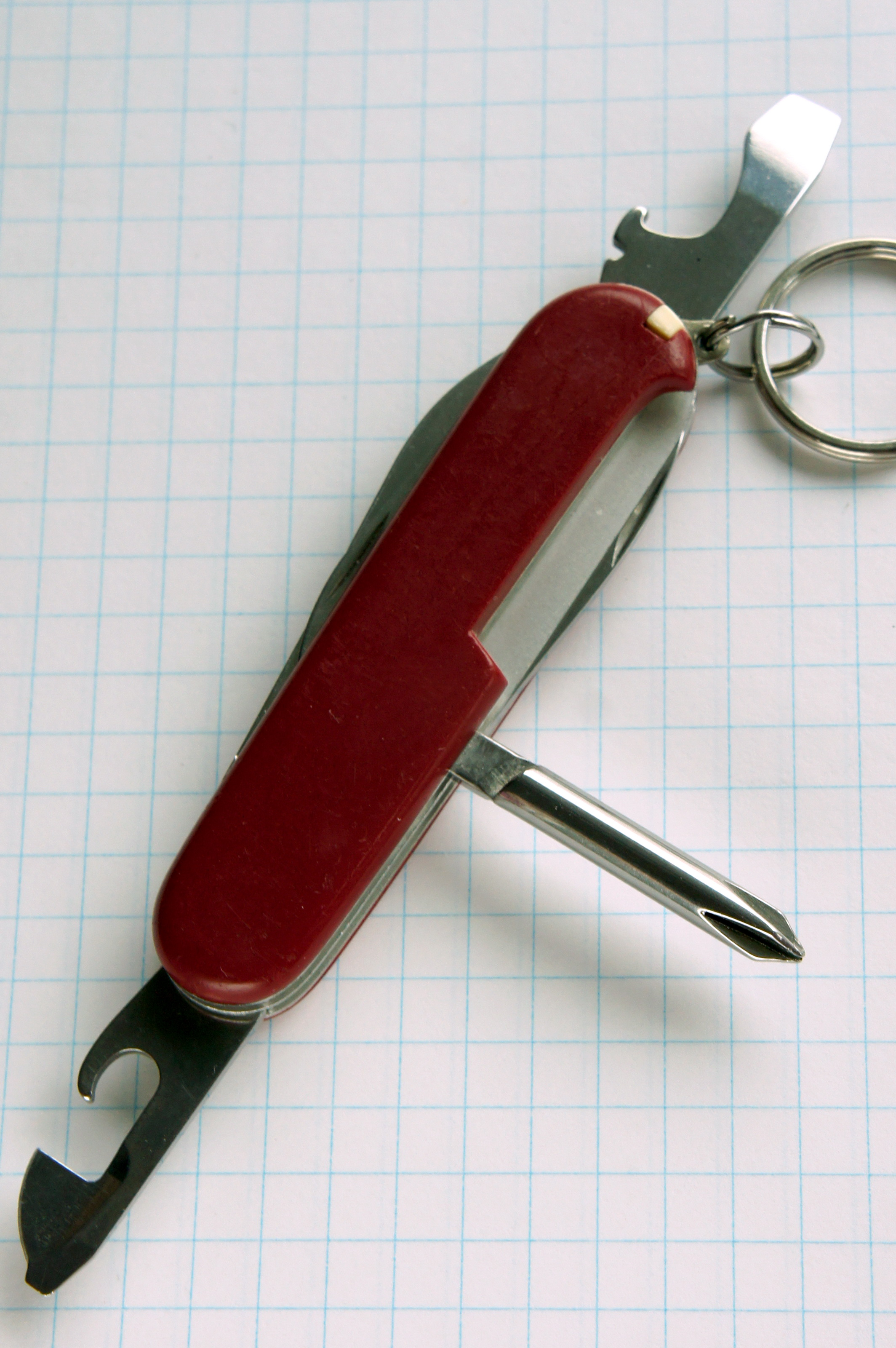
附有一字和十字螺絲起子的瑞士軍刀

螺絲起子，又稱螺釘旋具、螺絲批，螺絲絞、螺絲刀或改锥等，是用以旋紧或旋松螺钉的工具。常見有一字（負號）和十字（正號）兩種。
螺絲起子又有區分為傳統螺絲起子（英語：Screwdriver）和棘輪螺絲起子（英語：Ratchet screwdriver）。傳統螺絲起子是由一個塑膠手把外加一個可以鎖螺絲的鐵棒，而棘輪螺絲起子則是由一個塑膠手把外加一個棘輪機構。後者讓鎖螺絲的鐵棒可以順時針或逆時針空轉，藉由空轉的機能達到促進鎖螺絲的效率，而不需逐次將動力驅動器（手）轉回原本的位置。

## 用法
將螺絲批擁有特化形狀的端頭對準螺絲的頂部凹坑，固定，然後開始旋轉手柄。
通常順時針方向旋轉為嵌緊；逆時針方向旋轉則為鬆出。
一字螺絲批可以應用於十字螺絲。但十字螺絲擁有較強的抗變形能力。

## 種類

### 普通螺絲批
就是頭柄造在一起的螺絲批，容易準備，只要拿出來就可以使用，但由於螺絲有很多種不同長度和粗度，有時需要準備很多枝不同的螺絲批。

### 組合型螺絲批

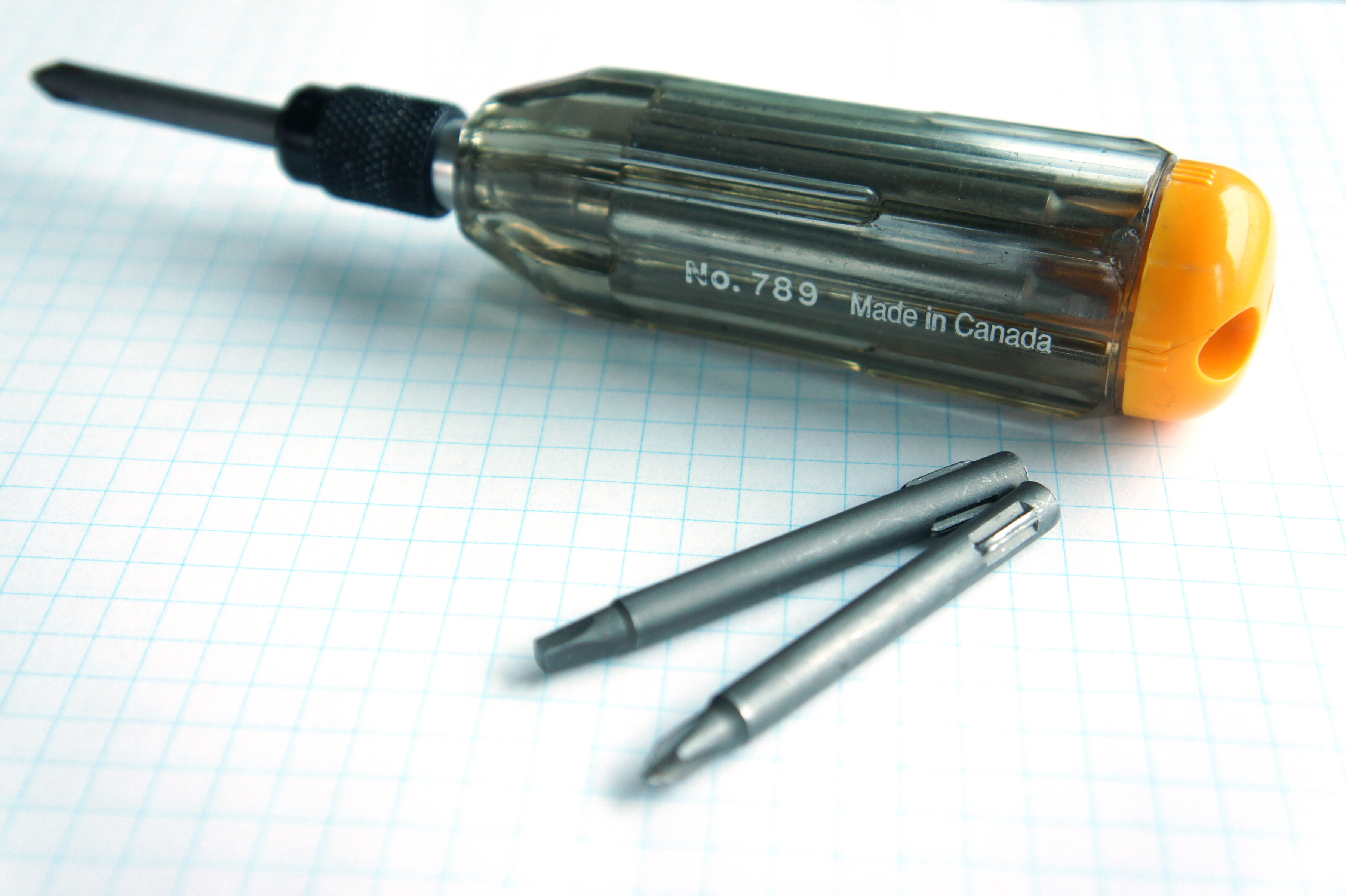
組合型螺絲批

一種把螺絲批頭和柄分開的螺絲批，要安裝不同類型的螺絲時，只需把螺絲批頭換掉就可以，不需要帶備大量螺絲批。好處是可以節省空間，卻容易遺失螺絲批頭。

### 電動螺絲批

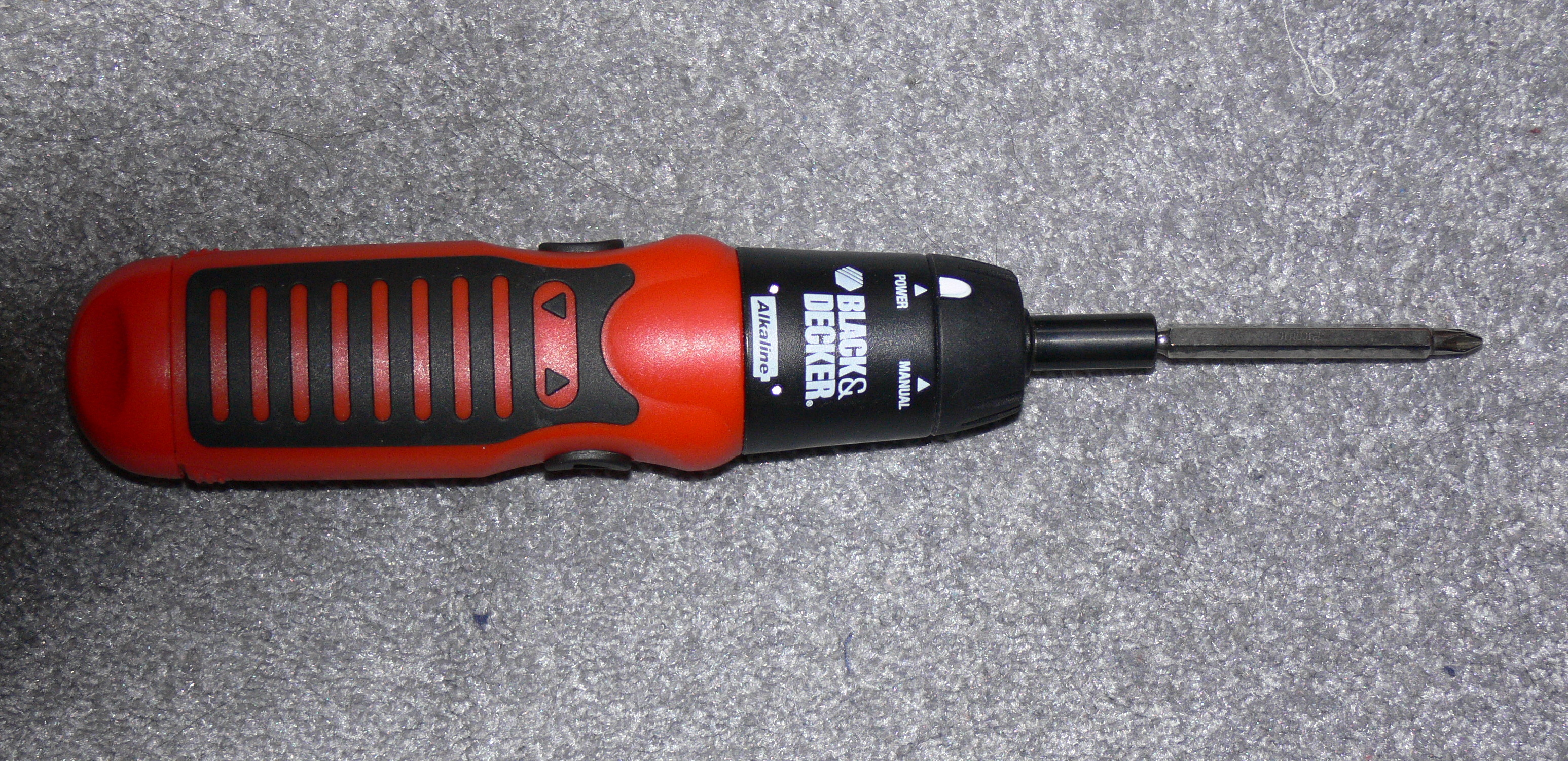
电动螺丝刀

電動螺絲批，顧名思義就是以電動馬達代替人手安裝和移除螺絲，通常是組合螺絲批。

### 电动冲击起子

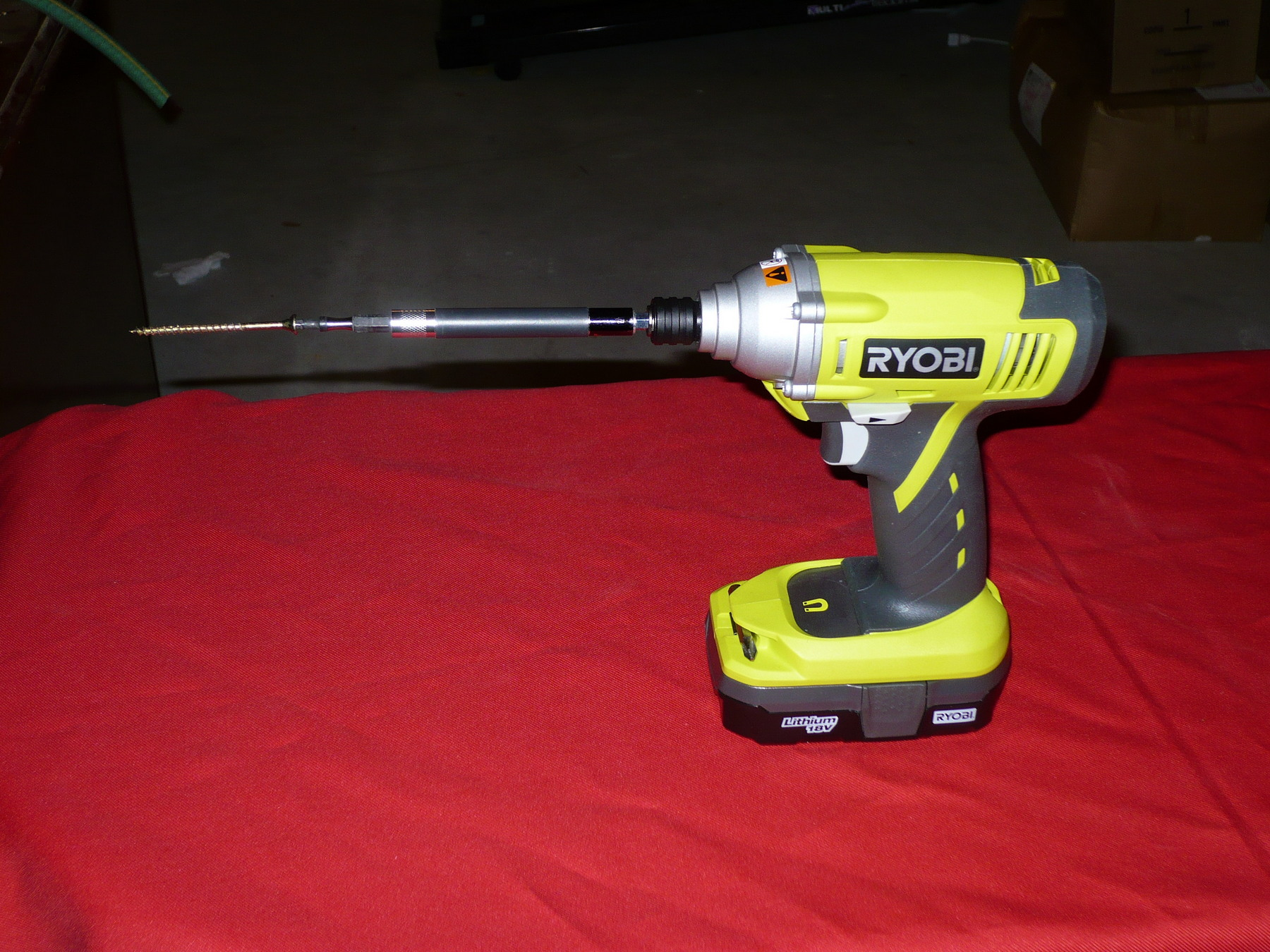
电动冲击起子

冲击起子是一种以每秒数百次高强度的脉冲式扭力，施加于钻头来打长度超过5厘米的螺丝的电动工具。

### 氣動螺絲起子
氣動螺絲批，顧名思義就是以壓縮空氣帶動馬達代替人手安裝和移除螺絲。

### 手推式螺絲起子

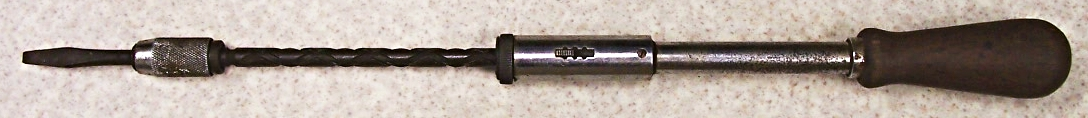
手推式螺絲起子是少數幾種以逆反方式使用螺旋機制的工具，將直線運動變換為旋轉運動。這工具的螺旋線型螺紋具有很大的螺距。將螺絲起子的尖端對入螺絲釘的頂部凹坑，朝著螺絲釘方向施加壓力，軸桿會旋轉，從而扭轉螺絲釘。

少數幾種螺旋機械，例如手推式螺絲起子（一種靠人力為動力來源的鑽孔器），以逆反方式使用螺旋。假設，對著軸桿施加軸向負載力，則螺桿會旋轉。

### 鐘錶起子
包含：一字、十字、星型、六角的工具
屬於精密起子，常用在修理手帶型鐘錶，故有此一稱。

### 小金剛螺絲起子
頭柄及身長尺寸比一般常用之螺絲起子小，非鐘錶起子。

### 星型起子
起子的頭端呈現五角或六角星形等，適用於精密儀器、手機、遊樂器等星型特殊螺絲。

## 替代品
當人們在沒有螺絲批的情況下而需要鬆緊螺絲時，尋找替代品通常是：
- 指甲
- 手指的摩擦力（只能僅僅轉入或在剛鬆時轉出螺絲，用力過度易受創傷而沒有實際轉動）
- 指甲銼刀
- 瑞士軍刀
- 尺（金屬製而薄身更佳）
- 硬幣（以單位為角或分的較高效率）
- 鑰匙（以薄身及具有尖銳突出的形狀更佳，但可能使鑰匙上突紋崩缺）
- 美工刀
- 剪刀

## 另見
- 衝擊起子
- 內六角扳手，又名六角匙，與螺絲批一樣也是對付螺絲的工具。
- 螺絲